# Unser Willi ist der Beste
Unser Willi ist der Beste ist ein deutscher Film aus dem Jahr 1971 mit Heinz Erhardt in der Hauptrolle. Regie bei dem Film führte Werner Jacobs.

## Handlung
Der liebenswerte Finanzbeamte Willi Winzig wird in Pension geschickt. Um die schmale Haushaltskasse ein wenig aufzubessern, sucht Willi nun nach einer Nebenbeschäftigung – zumal völlig unverhofft seine Schwester Heidelinde samt Opa, Tochter Biggi, zwei Zwillingsjungen und einem Papagei wegen Geldmangels bei ihm eingezogen sind.
Sein alter Freund Mümmelmann vermittelt Willi einen Job als Vertreter für Haushaltsgeräte bei der Firma Star Elektrik. Allerdings lässt bereits die Schulungsstunde erahnen, dass der tollpatschige Willi nicht für diesen Beruf geboren ist. Seinen Fahrrad-Anhänger vollgepackt mit Haushaltsgeräten zieht der Finanzbeamte a. D. schließlich los.
Zunächst scheint Willi sich wider Erwarten als echte Verkaufskanone zu entpuppen. Die Sache hat nur einen Haken: Die alte Dame, die ihm reihenweise Geräte abkauft, ist nicht zurechnungsfähig. Und seiner nächsten Kundin räumt der gutmütige Vertreter eine Ratenzahlung über zwölf Jahre ein – für Star Elektrik kaum ein lukratives Geschäft. Nachdem er zu allem Überfluss einem armen kleinen Jungen auch noch eines seiner Geräte schenkt, wird Willi gefeuert.
Nun steht er ohne Job da, aber mit einem Haufen Schulden bei Star Elektrik. In dieser Notsituation hat Willi eine rettende Idee: Er wird den zahllosen Sekretärinnen im örtlichen Finanzamt reihenweise Kaffeemaschinen verkaufen! Und obwohl im Finanzamt fast nur noch Computer die Arbeit der Beamten erledigen, gelingt es dem cleveren Willi, eine riesige Bestellung zu landen. Ab diesem Moment ist er der neue Star-Vertreter der Star Elektrik. Allerdings nicht lange. Denn als er versehentlich in die Fernsehsendung der Fernsehköchin Elsetraut Knöpcke gerät und eine seiner Maschinen vor Millionen Zuschauern zum Explodieren bringt, wird er abermals gefeuert.
Da nützt es nichts, dass sich der sympathische Sohn seines Chefs zwischenzeitlich in Willis hübsche Nichte Biggi verliebt hat. Trotzdem hat Willi diesmal Glück im Unglück: Sein skurriler Fernsehauftritt hat das Publikum derart begeistert, dass man ihn für weitere Kochsendungen engagiert.

## Drehorte
Die Außenaufnahmen wurden in Berlin gedreht.

## Kritik
„Trotz eines dürftigen Drehbuchs trägt Humorist Heinz Erhardt dieses Lustspiel, in dem er einen gutmütigen Vertreter verkörpert, der zum Fernsehstar wird.“ (Heyne Filmlexikon)